# Heeresgruppe Oberrhein
Heeresgruppe Oberrhein was een legergroep van de Duitse Wehrmacht tijdens de Tweede Wereldoorlog. Ze bestond van 2 december 1944 tot en met 29 januari 1945.

## Geschiedenis
Na de geallieerde landing in Zuid-Frankrijk, Operatie Dragoon, in augustus 1944 en de opmars van de geallieerden in West-Frankrijk werden de Duitsers teruggedrongen in het gebied rondom de Vogezen. Hitler die zijn generaals wantrouwde, benoemde op 2 december 1944 Heinrich Himmler tot Obersbefehlshaber Oberrhein en werd Heeresgruppe Oberrhein gevormd bestaande uit 19. Armee. De opdracht van Himmler was de opmars van de geallieerden te stoppen, maar slaagde hier niet in wegens zijn incompetentie in militaire tactiek. Na het mislukken van Operatie Nordwind werd Himmler op 24 januari 1945 aangesteld als bevelhebber van Heeresgruppe Weichsel en nam SS-Oberstgruppenführer Paul Hausser het bevel over. Op 29 januari werd Heeresgruppe Oberrhein opgenomen in Heeresgruppe G.

## Commandanten[1]
| Rang                                                  | Naam             | Begin           | Eind            |
| ----------------------------------------------------- | ---------------- | --------------- | --------------- |
| Reichsführer-SS                                       | Heinrich Himmler | 2 december 1944 | 23 januari 1945 |
| Oberst-Gruppenführer en Generaloberst in de Waffen-SS | Paul Hausser     | 23 januari 1945 | 28 januari 1945 |

## Stafchef van de Heeresgruppe Oberrhein[2][3]
| Rang                                                | Naam              | Begin           | Eind            | Opmerking |
| --------------------------------------------------- | ----------------- | --------------- | --------------- | --------- |
| SS-Gruppenführer en Generalleutnant in de Waffen-SS | Werner Ostendorff | 2 december 1944 | 22 januari 1945 |           |

## Eenheden
| Periode       | Eenheden  |
| december 1944 | 19. Armee |

## Veldslagen
- Operatie Nordwind